# Justis fratrum
Justis fratrum è una bolla pontificia stilata da Eugenio III il 3 maggio 1152.
Indirizzata al vescovo di Treviso Bonifacio, con essa si poneva la cattedrale di San Pietro sotto la diretta protezione del Pontefice e si elencavano, confermandole, le varie pertinenze della diocesi. È un documento storico preziosissimo in quanto permette di ricostruire con precisione l'estensione e l'organizzazione di quest'ultima: vi sono riportati pievi e monasteri, ma anche villaggi, corti, porti e castelli. Sono citati anche i diritti vescovili sul fiume Sile.
Il testo è sottoscritto, oltre che dal papa stesso, da undici cardinali.